# Sección Femenina

Emblem of Spanish Falange

Sección Femenina (SF) var en spansk kvinnoorganisation, verksamt 1934-1977. Det var det spanska Falangistpartiets kvinnoorganisation.

## Historik
SF grundades som en del av Sindicato Español Universitario (SEU) 1934, och blev en direkt del av Falangistpartiets partiapparat 1937. Under spanska inbördeskriget stöttade organisationen falangisterna med olika tjänster, såsom att assistera manliga krigsfångar. Det var ursprungligen uppdelat i tre sektioner, men blev en enda förening under samma ordförande 1939. 
Genom Francos seger i spanska inbördeskriget 1939, blev det liksom de andra delarna av fascistpartiet en statlig myndighet. Under hela Francos regeringstid från 1939 till hans död stod det under ordförandeskap av Pilar Primo de Rivera. Dess högkarter låg i slottet Castillo de la Mota i Medina del Campo, där föreningen höll sin skola Escuela Superior de Formación de la Sección Femenina. 
SF hade under sina första år kontakt med sina motsvarigheter i Nazityskland och fascismens Italien, och gjorde officiella besök i Tyskland. Efter 1950-talet började dock organisationen att i praktiken alltmer förlora sitt inflytande.  
Sección Femenina upplöstes tillsammans med övriga delar av Movimiento Nacional under Spaniens återgång till demokrati 1 april 1977. 

## Verksamhet
Medlemskap i Sección Femenina var obligatoriskt för alla vuxna kvinnor. Liksom män enligt lag tvingades göra militärtjänst, tvingades kvinnor fullgöra hushållstjänst för samhället, Servicio Social de la Mujer, med olika uppgifter antingen inom socialtjänsten eller inom andra områden — som sjukhus, skolor, barnhem, soppkök eller bibliotek. 
Sección Femenina informerade kvinnor om partiets ideologi, som i deras fall innebar att undervisa dem om deras samhällsroll enligt partiets kvinnoideal, och drev propaganda om den offentligt. Falangistpartiets kvinnoroll var inte ny, utan byggde i grunden på traditionell katolsk konservatism. Kvinnor fick enligt denna lära sig att deras samhällsroll var att följa katolsk religion och - om de inte blev nunnor - att gifta sig, föda barn och ägna sig åt hushållsarbete och barnuppfostran, och att de enligt Guds vilja var underlägsna män, som de var skyldiga lydnad. 
I Francos Spanien återställdes många av de reformer för kvinnors medborgerliga rättigheter som hade införts under 1930-talets demokrati och den ursprungliga Code Napoleon  från 1804 återinfördes, som innebar att gifta kvinnor blev omyndiga och behövde sin makes tillstånd för att kunna studera och arbeta. 

### Idrott
Sección Femenina organiserade damidrott. År 1963 bildade det Medina (uppkallat efter Medina del Campo) och CREFF (Colegios Reunidos de Educación Física Femenina) föreningar över landet. Dessa deltog (ofta som det dominerande elementet) i de första damserierna i basket, handboll och volleyboll. De blev dock en ekonomisk belastning för organisation och 1974 blev de tillsagda att skaffa egna sponsorer. Det kom att leda till att de flesta klubbarna lades ner.